# Friedrich Gustav Habel

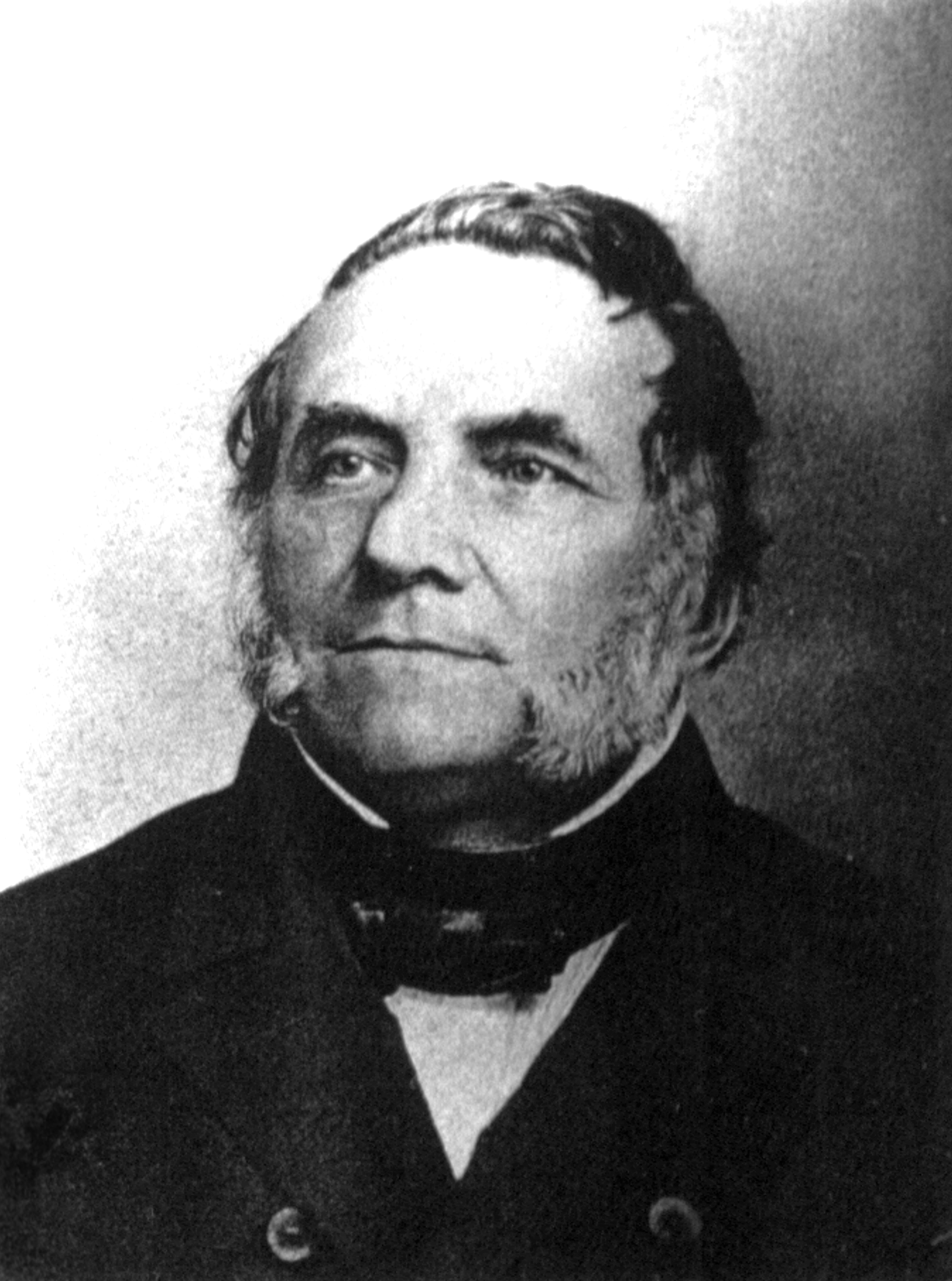
Friedrich Gustav Habel

Friedrich Gustav Habel (* 22. Februar 1792 auf Schloss Oranienstein in Diez; † 2. Juli 1867 in Miltenberg), Sohn von Christian Friedrich Habel (1747–1814, nassauischer Hofkammerrat, Mineraloge und Altertumsforscher), war ein deutscher Privatgelehrter, der unter anderem als Archivar, Burgenforscher und (als Autodidakt) als Provinzialrömischer Archäologe tätig war.

## Leben und Wirken
Habel besuchte von 1806 bis 1810 das Gymnasium in Idstein. Anschließend begann er zunächst an der Universität Gießen Rechtswissenschaft zu studieren; er wechselte aber bald an die Universität Heidelberg, wo er zu den Stiftern des Corps Nassovia Heidelberg gehörte. Sein Jurastudium musste er vorzeitig abbrechen, weil er bei einem Fechtduell seinem Gegner eine lebensgefährliche Verletzung zugefügt hatte. Er zog zu seinem Vater, dem nassauischen Hofkammerrat Christian Friedrich Habel, nach Schierstein und erbte 1814 dessen umfangreiches Vermögen, durch das er wirtschaftlich unabhängig wurde. Diese Unabhängigkeit versetzte ihn in die Lage, sich ganz den Altertumswissenschaften zu widmen. Er lernte bei dem Mainzer Richter, Staatswissenschaftler und Konservator der Mainzer Bibliothek, Franz Joseph Bodmann, und nahm anschließend eigene provinzialrömische und burgenkundliche Forschungen auf.
1823 begann er mit den Ausgrabungen der römischen Stadt Nida. 1829 bis 1837 war er (ohne wirtschaftliche Notwendigkeit) als Archivar in der Landesbibliothek in Wiesbaden angestellt. 1838/39 leitete er die Ausgrabungen im Kastell Wiesbaden, 1842 grub er im Kastell Hofheim, 1845 am Feldbergkastell. Bis zu seinem Austritt 1851 war er, wie schon sein Vater, aktives Mitglied im Verein für Nassauische Altertumskunde und Geschichtsforschung, dessen Vorstand er von 1821 bis 1851 angehörte. Ursache des Austritts war der Streit mit Friedrich Traugott Friedemann über den Stellenwert der neueren Geschichte in der Vereinsarbeit. Trotz Austritt wurde er 1861 zum Ehrenmitglied des Vereins ernannt. Auf Habels Initiative geht auch die Gründung der Vereinszeitschrift Nassauischen Annalen im Jahr 1827 zurück.

Neben seiner Arbeit als Historiker war Habel politisch tätig. Er gehörte von 1835 bis 1838 der Nassauischen Deputiertenkammer an. Ebenfalls war er Landesabgeordneter der nach der Märzrevolution 1848 gebildeten Ständekammer. Der konservative Kulturhistoriker Wilhelm Heinrich Riehl urteilte in seiner zeitgenössischen Chronik: 

„Ein Mitglieder der Rechten, welches leicht zum Oppositionsmann werden könnte, weil ihm die Regierung zu viele Konzessionen zugunsten neumodischer Theorien (zum Beispiel bei der Einkommensteuer- und Zehntfrage) machte, ist Habel, ein Mann vom alten Schrot und Korn und grundehrlicher Überzeugungstreue, ein großer Freund eines strengen und sparsammen Staatshaushalts, dem klingende Münze im Staatsbeutel mehr gilt als klingende Worte im Ständesaal.“

Das Jahr 1852 sah ihn als Mitbegründer des Römisch-Germanischen Museums in Mainz sowie als Mitinitiator des Gesamtvereins der deutschen Geschichts- und Altertumsvereine. Der Gesamtverein rief eine erste, letztlich in Ansätzen stecken bleibende „Limeskommission“ ins Leben, der auch Karl August von Cohausen angehörte und deren Vorsitzender Habel wurde. 1853 bis 1862 unternahm Habel die ersten planmäßigen Ausgrabungen im Saalburgkastell. Hierbei ließ er als einer der ersten Archäologen die Fotografie mit Kollodiumnegativen einsetzen um die Forschungsergebnisse zu dokumentieren. Gemeinsam mit von Cohausen entwickelte Habel Ideen zur Rekonstruktion der Saalburg.
Habel erwarb im Laufe seines Lebens mehrere Burgen, die er durch seinen Kauf vor dem Abriss bewahrte. Darunter befanden sich Burg Eppstein, Burg Gutenfels, Burg Maus, Burg Reichenberg und seit 1858 die Mildenburg. Letztere wählte er zu seinem Wohnsitz, restaurierte sie umfassend und baute in ihren Mauern eine bedeutende Altertumssammlung auf. Burg und Sammlung gingen nach seinem Tode auf seinen Neffen Wilhelm Conrady über. In Frankfurt-Heddernheim wurde die „Habelstraße“ nach Friedrich Gustav Habel benannt.

## Schriften (Auswahl)
- Die römischen Ruinen bei Heddernheim. In: Annalen des Vereins für nassauische Altertumskunde und Geschichtsforschung 1 (1827), S. 45–77. Online.
- Die Mithras-Tempel in den römischen Ruinen bei Heddernheim. In: Annalen des Vereins für nassauische Altertumskunde und Geschichtsforschung 1 (1830), S. 161–196. Online.
- Alterthümer aus der Umgebung von Schierstein. In: Annalen des Vereins für nassauische Altertumskunde und Geschichtsforschung 2 (1834), S. 168–198.
- Über die Feldzeichen des römischen Heeres, insbesondere die Cohortenzeichen der XXII. Legion. In: Annalen des Vereins für nassauische Altertumskunde und Geschichtsforschung 2 (1837), S. 98–269 (Digitalisat).
- Das Römer-Castell bei Wiesbaden. In: Annalen des Vereins für nassauische Altertumskunde und Geschichtsforschung 3 (1842), S. 131–158. Online.